# 다카오카역 (아이치현)
다카오카역(일본어: 高岳駅, たかおかえき)은 일본 아이치현 나고야시 히가시구에 위치한 철도역이다.

## 역 구조
섬식 승강장 1면 2선의 지하역에서 스크린도어가 설치되어 있다. 플랫폼은 20m 8량 편성까지 대응한다. 헤이안도리 역에서 당역까지 나고야 시영 지하철 가미이다 선을 연장하여 환승역이 될 예정이었으나 계획은 지속적으로 중단되고 있다.

### 타는 곳
| 1 | ■ 사쿠라도리 선 | 이마이케·아라타마바시·도쿠시게 방면 |
| 2 | ■ 사쿠라도리 선 | 나고야·다이코도리 방면              |

## 역세권 정보
- 나고야 시 예술 창조 센터
- 도카이 TV 본사
- 기독교청년회
- 국도 제19호선
- 국도 제41호선

## 역사
- 1989년 9월 10일: 영업 개시.
- 2011년 4월 9일: 스크린도어 사용 개시.

## 사진

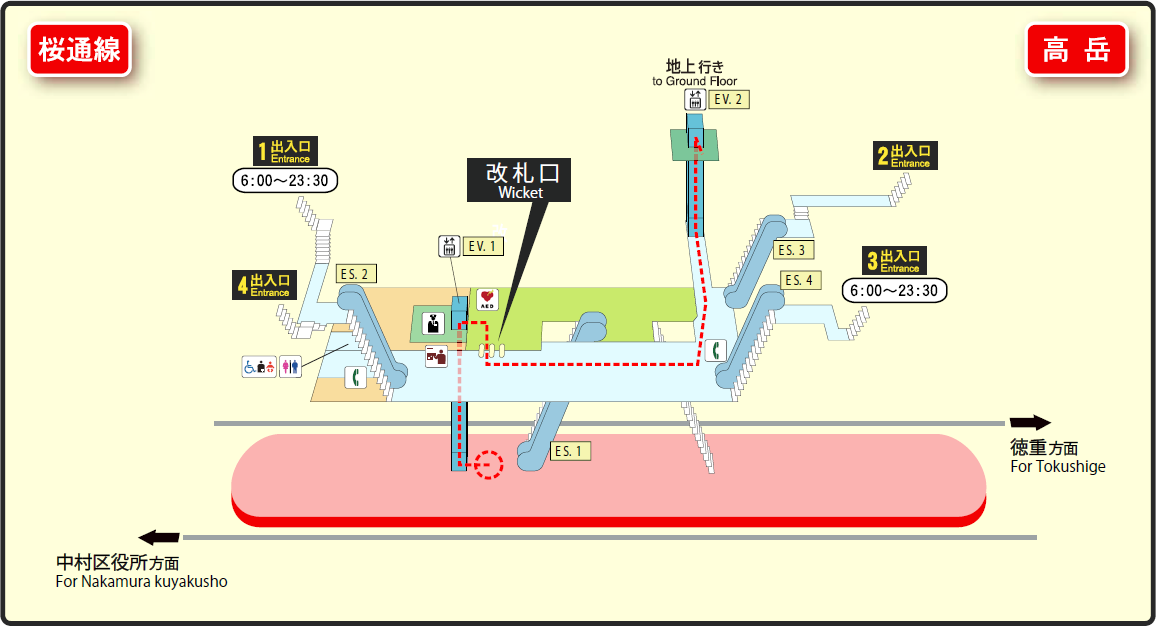
역 구조도

## 인접역
| 나고야 시 교통국 ■ 지하철 사쿠라도리 선 | 나고야 시 교통국 ■ 지하철 사쿠라도리 선 | 나고야 시 교통국 ■ 지하철 사쿠라도리 선 |
| --------------------------------------- | --------------------------------------- | --------------------------------------- |
| S 05 히사야오도리 다이코도리 방면       |                                         | 구루마미치 S 07 도쿠시게 방면           |